# Nguyễn Viết Khánh
Nguyễn Viết Khánh là một tướng lĩnh Quân chủng Hải quân Việt Nam, hàm Chuẩn đô đốc, Ông hiện là Phó tham mưu trưởng Quân chủng Hải quân, 